# Al-Baraka Banking Group
Al-Baraka Banking Group, arabiska: مجموعة البركة المصرفية, är ett bahrainskt multinationellt finansbolag som är både en bank och ett försäkringsbolag och som gör enbart affärer efter vad sharialagarna säger. De har verksamheter i 14 länder (Algeriet, Bahrain, Egypten, Indonesien, Jordanien, Libanon, Libyen, Pakistan, Saudiarabien, Sudan, Sydafrika, Syrien, Tunisien och Turkiet).
Al-Barakas ursprung härrör från 1978 när grundaren och styrelseordföranden Schejk Saleh Abdullah Kamel etablerade Jordan Islamic Bank i Jordanien men bankgruppen i sig grundades 2002 när man etablerade sig i Bahrain.
För 2014 hade Al-Barakas en omsättning på $918 miljoner och tillgångar på cirka $23,5 miljarder samt en personalstyrka på 10 853 anställda. Deras huvudkontor ligger i huvudstaden Manama.